# Отто Штрассер
Отто Штрассер (нім. Otto Strasser; нар. 10 вересня 1897, Бад-Віндсгайм, Німецька імперія  — пом. 27 серпня 1974, Мюнхен, ФРН) — політичний та державний діяч Німеччини, один з лідерів лівого крила НСДАП. Молодший брат Грегора Штрассера.

## Дитинство і юність
Після початку Першої світової війни Отто покинув навчання юриспруденції та політекономії і записався добровольцем на фронт (він був наймолодшим добровольцем у всій Баварії). Перед демобілізацією Отто разом з братом взяли участь у розгромі Баварської Радянської Республіки в рядах загону фон Еппа. У 1919 році Отто повертається до навчання і засновує в Берліні «Університетську асоціацію активістів-соціал-демократів». У 1920 році він керує трьома «пролетарськими сотнями», які виступили в робочому кварталі Берліна Штегліц проти вкрай правого капповського путчу. Незабаром після цього він виходить з Соціал-демократичної партії, активістом якої він був, критикуючи її за зраду пролетарському курсом і відмова від пункту про націоналізацію в її програмі. Іншими словами, він виявляється багато лівіше соціал-демократів.
Коли Отто повернувся до Баварії, брат Грегор знайомить його з Гітлером і генералом Людендорфом. Проте Отто відмовляється приєднатися до націонал-соціалістів, незважаючи на всі переконання брата. На конгресі Незалежної соціал-демократичної партії в Халле він знайомиться з Зінов'євим. Свою зустріч з ним Штрассер описує в журналі «Das Gewissen», який видавався Артуром Мюллером ван ден Бруком.

## Участь в НСДАП
Після звільнення Гітлера з в'язниці Отто приєднується до націонал-соціалістичного руху і стає головним ідеологом північно-німецького націонал-соціалізму.
З 1925 року Грегор Штрассер починає курс на автономію північно-німецьких націонал-соціалістів щодо Мюнхенського керівництва. Отто Штрассер разом з Йозефом Геббельсом надають північному нацизму лівацький характер. У жовтні 1925 Отто Штрассер пише політичну програму північно-німецького сектора НСДАП.
4 липня 1930 Отто Штрассер вирішує вийти з націонал-соціалістичної партії, оскільки Гітлер, який зосередив всю владу у своїх руках, почав проводити прокапіталістичну діяльність. Він відразу ж засновує «Союз революційної націонал-соціалістичної боротьби».

## В опозиції до Гітлера
У жовтні 1931 Штрассер заснував «Чорний Фронт», який об'єднав «Союз революційної націонал-соціалістичної боротьби», групу «Вервольф», «загони Оберланд», ЧА Штеннеса, частину Селянського Руху, політичну групу з журналу «Тат».
Коли націонал-соціалісти прийшли до влади, «Чорний Фронт» був негайно заборонений, а його члени репресовані. Отто Штрассер перебрався до Австрії, а з 1934 року до Чехословаччини. У самій Німеччині антигітлерівські підпільні групи штрассеристів діяли аж до 1937 року. Більшість було викрито і репресовано.
В еміграції Штрассер співпрацював з союзниками, а після Другої світової війни перебрався на постійне місце проживання до Канади. В 1955 році переїхав до Мюнхена, де й помер 27 серпня 1974.

## Штрассеризм
Штрассерівська соціалістична програма передбачала
- (часткова) націоналізація землі і засобів виробництв
- співучасть трудящих в прибутку підприємства
- встановлення планової економіки
- економічна автаркія
- державна монополія на зовнішню торгівлю

## Нагороди
- Залізний хрест 2-го і 1-го класу
- Орден «За військові заслуги» (Баварія) 4-го класу з мечами
- Нагрудний знак «За поранення» в чорному — одержав 2 поранення.

Штрассер був двічі представлений до нагородження лицарським хрестом Військового ордена Максиміліана Йозефа, але не був нагороджений.